# Maria Ana Mancini
Maria Ana Mancini (em francês:  Marie Anne Mancini; 1649 – 20 de junho de 1714), foi a mais nova das famosas cinco irmãs Mancini que, juntamente com as suas duas primas Martinozzi, eram conhecidas na corte do rei Luís XIV de França como Mazarinettes por serem sobrinhas do Cardeal Mazarino, ministro-chefe daquele rei.
Maria Ana veio a ser duquesa de Bulhão por casamento.

## Família
Maria Ana era filha de Lourenço Mancini (Lorenzo Mancini), um barão romano necromante e astrólogo, e de Geronima Mazzarini (Girolama Mazzarini), irmã do Cardeal Mazarino.
As suas quatro famosas irmãs eram:
- Laura (1636–1657), a mais velha, que casou com Luís de Bourbon, Duque de Vendôme, neto do rei Henrique IV e da sua amante, Gabrielle d'Estrées, e foi mãe do famoso general francês Luís José, Duque de Vendôme;
- Olímpia (1638–1708), que casou com Eugénio Maurício, Conde de Soissons e foi mãe do famoso general austríaco Eugénio de Saboia;
- Maria (1639–1715), considerada a menos bonita das irmãs mas foi a de maior notariedade, uma vez terá sido uma das primeiras paixões do jovem rei Luís XIV que queria casar com ela. Por fim veio a casar com o Príncipe Lourenço Colonna (Lorenzo Colonna) que teria ficado surpreendido por ela ser virgem uma vez que não se espera encontrar 'inocência entre os amores dos reis'[1];
- Hortência (1646–1699), a mais bela de todas, que fugiu do seu marido violento, Armando Carlos de la Porte, duque de La Meilleraye, refugiando-se em Londres onde se tornou amante do rei Carlos II de Inglaterra.

As cinco irmãs Mancini não eram as únicas sobrinhas que o Cardeal Mazarino trouxe para a Corte francesa. As duas outras eram primas direitas de Maria Ana, filhas de uma outra irmã de Mazarino. Eram elas Laura Martinozzi, a mais velha, que casou com Afonso IV de Módena, duque de Módena e Reggio; e a mais nova, Ana Maria Martinozzi, casada com Armando, Príncipe de Conti.
As irmãs Mancini tinham também três irmãos: Paulo (Paul), Filipe (Philippe), e Afonso (Alphonse). Filipe chegou a ser amante de Filipe I, Duque de Orleães, irmão de Luís XIV.

## Primeiros tempos

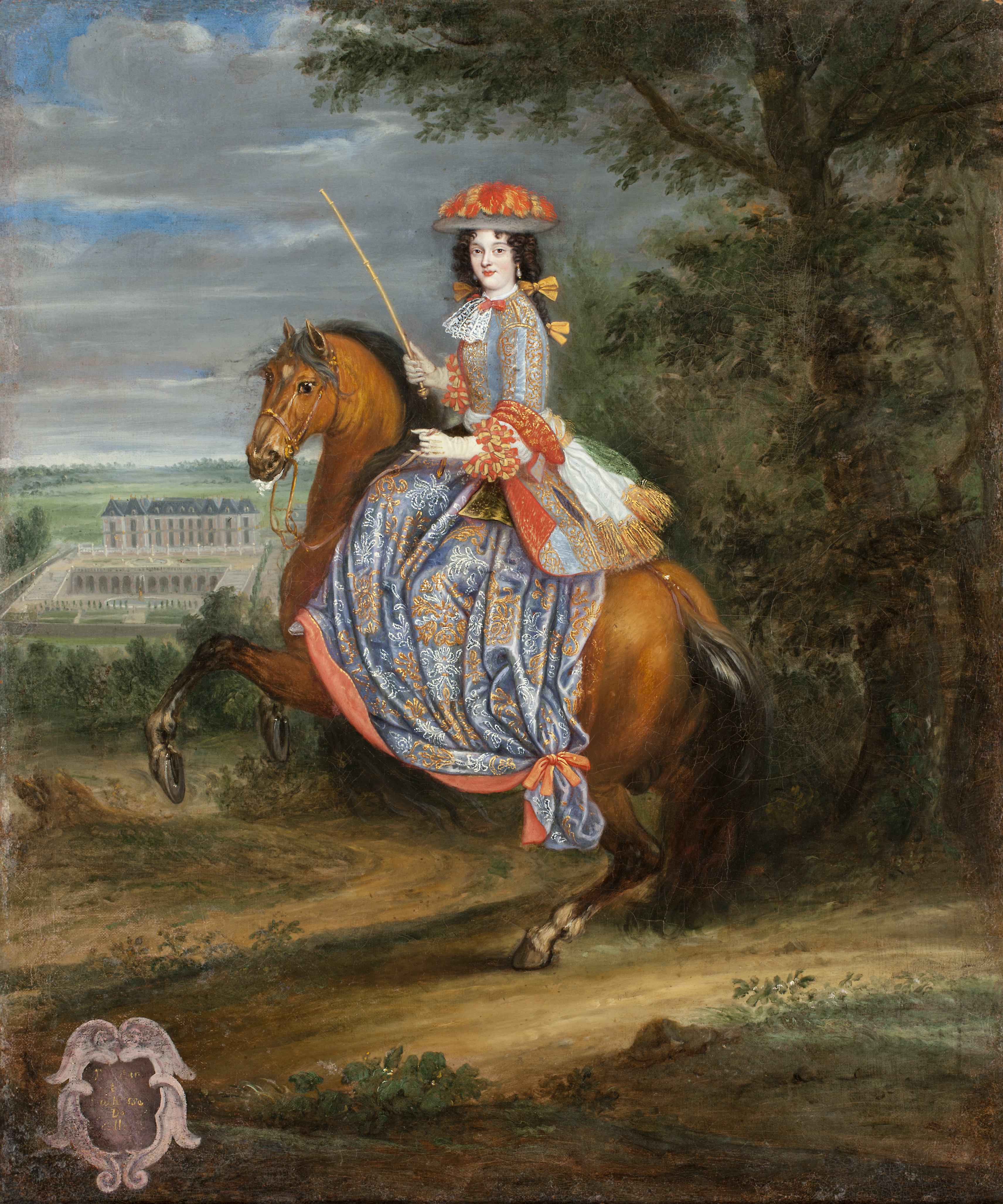
Retrato da Duquesa de Bulhão, década de 1670.

Maria Ana chegou a Paris posteriormente às irmãs, em 1655, quando tinha apenas seis anos de idade. Ela foi a última das Mazarinette tornando-se na "menina mimada" da corte francesa e do seu tio, que se divertia com os poemas da pequenita de seis anos.
Era considerada perspicaz e bonita. Até mais do que a sua irmã mais velha Hortência, a sobrinha favorita do Cardeal, Maria Ana era regularmente referida como "a mais espirituosa e vivaça das irmãs."
De acordo com um contemporâneo, ela era "divinal com um atração infindável". Possuía caracteristas agradáveis e excedia-se nas diversões cortesãs como a  dança barroca e Mascaradas.
Em 1657, a sua irmã mais velha, Laura, morreu de parto. A Maria Ana, apesar da sua juventude, foram-lhe entregues os seus três sobrinhos para criar. Maria Ana era apenas alguns anos mais velha do que eles. O mais novo, Júlio César (Jules César), morreu três anos mais tarde em 1660. Os dois rapazes mais velhos, Luís José e Filipe, sobreviveram e tornaram-se militares. Luís José acabou por ser um famoso general.

## Casamento e descendência

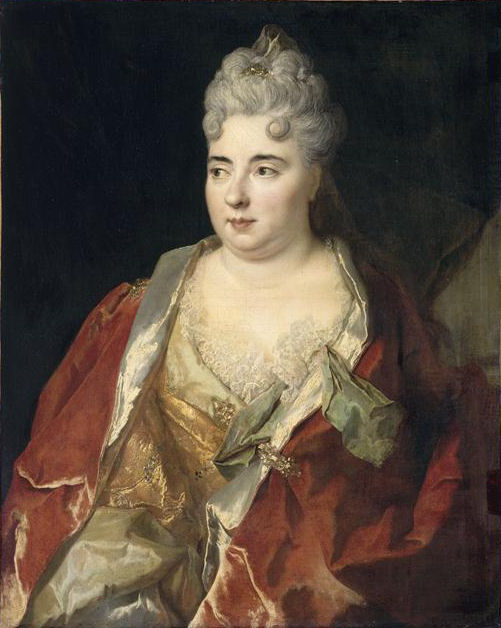
Maria Ana por Nicolas de Largillière, c.1700

O seu tio morreu quando ela tinha treze anos. A noite anterior à morte do Cardeal, o famoso Marechal Turenne visitou o Cardeal no seu leito de morte pedindo-lhe a mão da sua sobrinha Maria Ana para o seu sobrinho, o Duque de Bulhão. Cerca de um ano mais tarde, a 22 de abril de 1662, Maria Ana desposou o duque Godofredo Maurício de La Tour de Auvérnia (Godefroy Maurice de La Tour d'Auvergne), no Hôtel de Soissons, na presença do rei Luís XIV, da rainha mãe e da rainha consorte.
O seu marido era um excelente militar mas péssimo cortesão e literalmente uma péssima pessoa. Como resultado, a inteligente e ambiciosa duquesa de quinze anos foi deixada sozinha, dando continuidade aos seus interesses políticos e literários. Ele patrocionou um salão literário na sua nova residência, o Hôtel de Bouillon (hoje o Hôtel de Chimay) .
Deste casamento nasceram sete crianças:
1. Luís Carlos (Louis Charles), (14 de janeiro de 1665–4 de agosto de 1692) Príncipe de Turenne, morreu em Enghien, casou com Ana Geneveva de Lévis, sem geração;
2. Maria Isabel (Marie Élisabeth) (8 de julho de 1666–24 de dezembro de 1725), Mademoiselle de Bouillon, sem aliança;
3. Emanuel Teodósio (Emmanuel-Theodose) (1668–17 de abril de 1730), Duque de Bulhão casou por quatro vezes: (1) com Maria Armanda de La Trémoille; (2) com Luísa Francisca Angélica Le Tellier; (3) com Ana Maria Cristiana de Simiane; (4) com Luísa Henriqueta Francisca de Lorena; com geração de todos os casamentos;
4. Eugénio Maurício (Eugene Maurice), Príncipe de Château-Thierry (29 de março de 1669–23 de Novembro de 1672), sem aliança;
5. Frederico Júlio (Frédéric Jules), Príncipe de Auvergne (2 de maio de 1672–1733), casou com Olívia Catarina de Trantes, com geração;
6. Luís Henrique (Louis Henri), (2 de agosto de 1674–23 de janeiro de 1753) Conde de Évreux casou com Ana Crozat, sem geração;
7. Luísa Júlia (Louise Julie), (26 de novembro de 1679–21 de novembro de 1750), Mademoiselle de Château-Thierry, casou com Francisco Armando de Rohan, com geração.

## Epílogo
Maria Ana é também recordada pelos seus interesses literários e pela proteção dada  ao jovem La Fontaine.
Ela esteve social e politicamente comprometida no conhecido Caso dos Venenos (Affaire des Poisons), alegadamente por ter planeado envenenar o marido para poder casar o seu sobrinho Luís José, duque de Vendôme. Ao contrário da sua irmã mais velha, Olímpia Mancini, condessa de Soissons, que foi forçada a fugir para Liège e mais tarde para Bruxelas, para escapar à prisão, Maria Ana nunca foi punida por Luís XIV.